# Ammoconia caecimacula
Ammoconia caecimacula là một loài bướm đêm trong họ Noctuidae.

## Hình ảnh

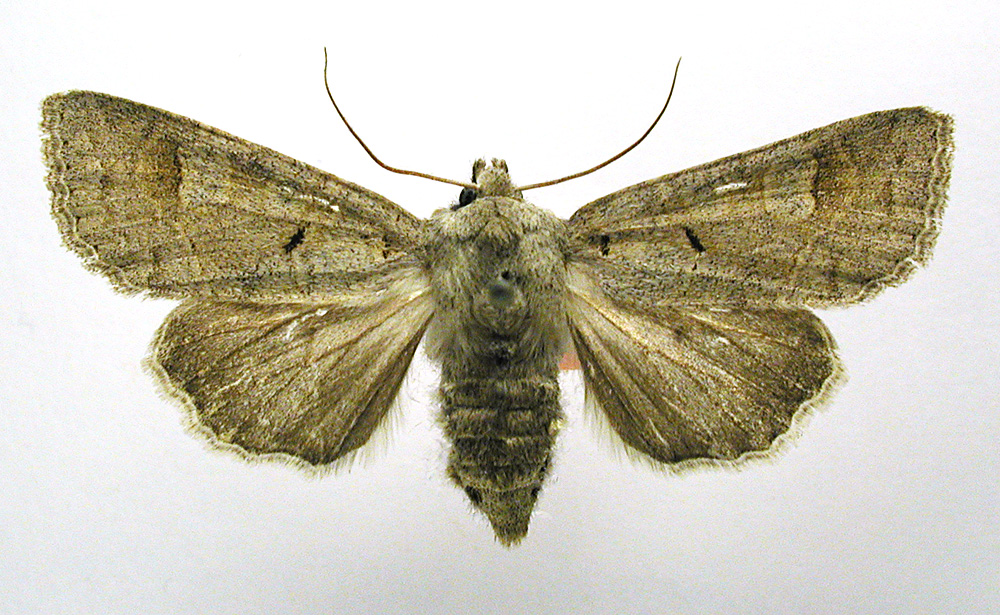
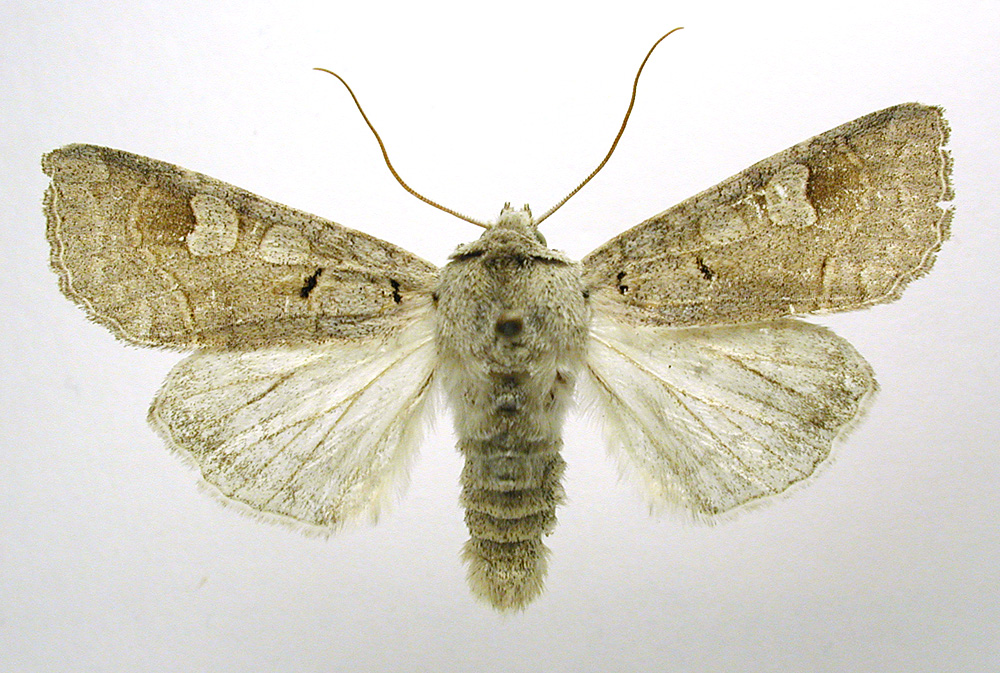